# Терещенко, Олег Иванович
Олег Иванович Терещенко (13 января 1972, Днепропетровск, Украинская ССР, СССР) — советский и российский футболист.

## Биография
Родился 13 января 1972 года в Днепропетровске. Воспитанник футбольной школы «Днепр-75».
Первым клубом стал павлоградский «Шахтёр», за который сыграл два матча. Вскоре привлёк внимание киевского СКА, куда перешёл в 1990 году. В 1991 провел 40 игр за команду, забил 3 мяча. С 1992 — в составе ЦСК ВСУ, клубе 2-й лиги украинского первенства. Сыграл 57 матчей, забив один гол.
В 1993 непродолжительное время играл за «Текстильщик» (Камышин), где участвовал только в одной официальной игре — в гостевом матче против сочинской «Жемчужины» (1:3). Вскоре перешёл в клуб «Звезда-Русь», сыграл 9 матчей и не забил не одного гола, где и закончил сезон 1993 года.
В 1994 перешёл в клуб 1-й лиги «Уралан», где стал основным защитником. Сыграл 189 матчей и забил 18 голов. Признавался лучшим защитником месяца. Рекордсмен ФК «Уралан» по количеству сыгранных матчей в чемпионатах России. Награждён государственной наградой «Почётный гражданин Республики Калмыкия» за заслуги перед клубом.
Затем играл за «Сокол» — 17 матчей, 2 гола. В «Факеле» сыграл 17 матчей и забил 2 гола. Потом перешёл в «Волгарь-Газпром», там сыграл 13 матчей и ушёл в «Видное». Потом перешёл в «Спартак» (Щёлково).
Закончил игровую карьеру из-за травмы колена.

## Достижения
- 1991 — чемпион вооруженных Сил СССР
- 1997, 2000 г. — победитель 1 дивизиона России